# Ravage 2099
Ravage 2099, il cui vero nome è Paul-Phillip Ravage, è un personaggio dei fumetti creato e scritto da Stan Lee e disegnato da Paul Ryan, pubblicato dalla Marvel Comics per la linea editoriale Marvel 2099, a partire da dicembre 1992.

## Biografia del personaggio
Paul-Phillip "Ravage" è il comandante della Eco Central, forza di polizia addetta al mantenimento dell'ordine ecologico del sistema. I suoi maggiori nemici sono gli inquinatori e i misteriosi mutroidi. Presto, però, grazie alla sua bella assistente Tiana e al giovane Dack, Ravage scopre che dietro la facciata legale della Eco Central e dei suoi superiori della Alchemax (Anderthorp Henton) si nascondono i maggiori nemici della società. Viene incastrato con false prove e ricercato come fuorilegge. Ferito e sfregiato al volto, decide di giocare la partita secondo le sue regole. Peccato che a Hellrock, continente/prigione ricolmo di scorie tossiche di rifiuti ribollenti, il malvagio Dethstryx abbia deciso di aggiungersi alla lista dei suoi nemici.

## Storia editoriale
In Italia, la Star Comics pubblica il numero unico Marvel 2099 Speciale (identificato talvolta come "numero zero"), supplemento di L'Uomo Ragno n. 118 del 30 aprile 1993. L'albo racchiude il primo numero delle testate Spider-Man 2099, Doom 2099, The Punisher 2099 e Ravage 2099.

## Curiosità
Un altro personaggio della Marvel porta il nome di Ravage; si tratta dell'alter ego del professor Geoffrey Crawford, docente di università di Bruce Banner, alias Hulk.